# Shenzhen Special Zone Press Tower
Lo Shenzhen Special Zone Press Tower è un grattacielo alto 262 metri che si trova nel distretto di Futian di Shenzhen, nella provincia di Guangdong, in Cina. L'edificio è stato completato nel 1998.